# Thalay Sagar
De Thalay Sagar is een berg in de Gangotrigroep in de Garhwal Himalaya. De berg ligt in de Noord-Indiase staat Uttarakhand, tien kilometer van de heilige plaats Gomukh, waar een van de bronnen van de Ganges ligt.

## Klimhistorie
Thalay Sagar is een van de moeilijkst te beklimmen pieken uit de Garhwal Himalaya en heeft daardoor aantrekkingskracht op klimmers uit de hele wereld. De moeilijkheid bestaat uit Thalay Sagar's steile granieten wanden. Pas in 1979 werd de berg voor het eerst beklommen tijdens de opkomst van technisch rotsklimmen op grote hoogte in de Himalaya. Die beklimming was zeker niet via een makkelijke route, maar wel via een route met de minste weerstand: het noord-west couloir en de west-graat. De eerste beklimming in 1979 kwam op naam van Roy Kligfield, John Thackray en Pete Thexton.
Sinds de eerste beklimming zijn er extreem moeilijke routes ondernomen naar de top. Er zijn minimaal 15 topbeklimmingen bekend, via 9 verschillende routes. Sommige van deze routes worden nog steeds beschouwd als een testpiece van modern Himalaya-klimmen. De eerste succesvolle poging op de moeilijke noordwand werd gepioneerd door de Australiërs Andrew Lindblade en Athol Whimp in 1997. Daarvoor werden zij in 1999 gewaardeerd met de Piolet d'Or Award, de hoogste onderscheiding voor bergbeklimmers. In 2012 bereikte Tusi Das (28 jaar, Kolkata) als eerste vrouw de top van Thalay Sagar
Een Nederlandse expeditie beklom de berg succesvol via een nieuwe route. In 2003 bereikten Mike van Berkel, Cas van de Gevel en Melvin Redeker als eerste de top via de noordoostwand en de zuidoost graat. De route staat sindsdien bekend als 'The Dutch Route'. De Nederlanders stonden als achtste team ooit op het hoogste punt van de Thalay Sagar. De route werd door Harish Kapadia omschreven als de een van de beste routes in de Indiase Himalaya in 2003.